# Postoloprty
Postoloprty (Duits: Postelberg) is een Tsjechische stad in de regio Ústí nad Labem, en maakt deel uit van het district Louny.
Postoloprty telt 5162 inwoners.
Postoloprty was tot 1945 een plaats met een overwegend Duitstalige bevolking in het Sudetenland. Na de Tweede Wereldoorlog werd de Duitstalige bevolking verdreven.

## De massamoord van Postoloprty
Nadat Sovjet troepen, die sinds 8 mei 1945 in Postoloprty gelegerd waren verder trokken, vond er in Postoloprty tussen 3 en 7 juni 1945 een pogrom plaats. Hierbij werden op het kazerneterrein ten minste 763 mannen en jongens (vanaf 12 jaar) van Duitse afkomst gefolterd en vermoord. De slachtoffers stamden voornamelijk uit het nabij gelegen Saaz (Žatec) en waren op 3 juni, na een dodenmars aangekomen. De door de 1e Tsjechoslovaakse Divisie onder aanvoering van Generaal Spaniel uitgevoerde massamoord, werd in 1947 door een Parlementaire commissie onderzocht. Deze beval de opgraving en crematie van de slachtoffers. Het Beneš-decreet 115/46 verklaarde handelingen tot 28 oktober 1945 als zijnde “strijd ter herwinning van de vrijheid, ... of die een gerechtigde vergelding voor de daden van de bezetters of collaborateurs tot doel hadden, ...” voor niet wederrechtelijk.
In november 2009 besloot de gemeenteraad van Postolprty een gedenkteken te plaatsen ter herinnering aan de slachtoffers van de massamoord, die het opschrift “Aan alle onschuldige slachtoffers van gebeurtenissen in mei en juni 1945” zou moeten krijgen. Op 3 juni 2010 werd op de plaatselijke begraafplaats een gedenkteken met de voorgenoemde tekst geplaatst.
Bitozeves · Blatno · Blažim · Blšany · Blšany u Loun · Brodec · Břvany · Cítoliby · Čeradice · Černčice · Deštnice · Dobroměřice · Domoušice · Holedeč · Hříškov · Hřivice · Chlumčany · Chožov · Chraberce · Jimlín · Koštice · Kozly · Krásný Dvůr · Kryry · Lenešice · Libčeves · Liběšice · Libočany · Libořice · Lipno · Lišany · Líšťany · Louny · Lubenec · Měcholupy · Nepomyšl · Nová Ves · Nové Sedlo · Obora · Očihov · Opočno · Panenský Týnec · Peruc · Petrohrad · Pnětluky · Počedělice · Podbořanský Rohozec · Podbořany · Postoloprty · Raná · Ročov · Slavětín · Smolnice · Staňkovice · Toužetín · Tuchořice · Úherce · Velemyšleves · Veltěže · Vinařice · Vrbno nad Lesy · Vroutek · Vršovice · Výškov · Zálužice · Zbrašín · Žatec · Želkovice · Žerotín · Žiželice